# صالح الفهدي
الدكتور صالح بن محمد الفهدي، رئيس مركز قِيَم. كاتب، شاعر ومسرحي عُماني.

## السيرة الذاتية

### المؤهلات العلمية

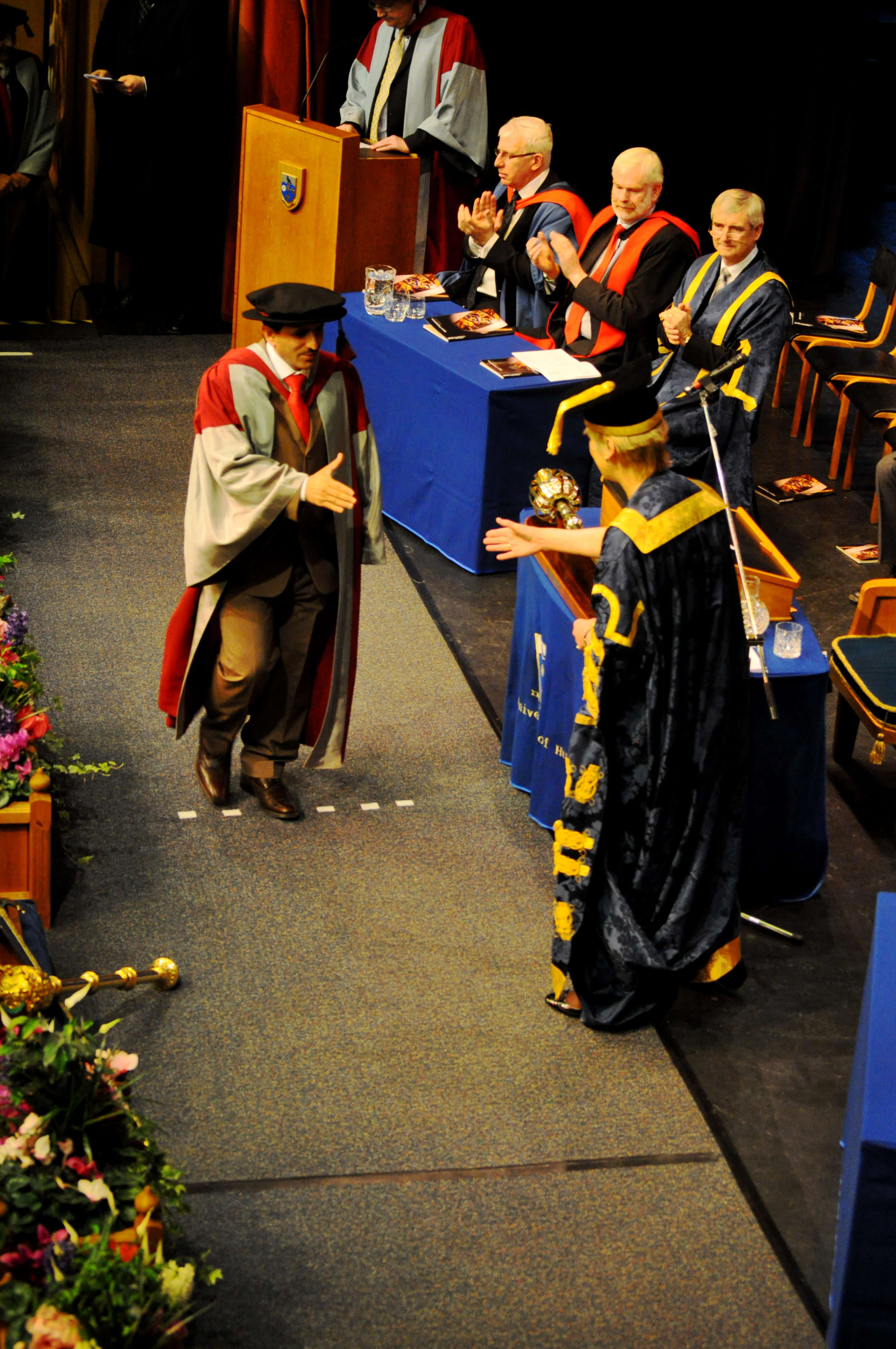
حصوله على شهادة الدكتوراة

- حاصل على الدكتوراه في الإدارة العامة (تنمية الموارد البشرية تحديدا) من جامعة هال بالمملكة المتحدة 2011م.[3]
- حاصل على الماجستير في إدارة الأعمال من جامعة هال بالمملكة المتحدة 2007م.

## السيرة الأدبية للمؤلف

### كتب وأبحاث صدرت للمؤلف
- ديوان مواسم الغناء – شعر 1994م.
- ديوان قابوس في القلب – شعر 2000.
- ديوان لأجلك قلبي يصلي – شعر 2003
- كتاب خفقان اللازورد – دراسات شعرية 2003
- كتاب مسيرة الإنجاز، تأملات في النهضة العمانية الحديثة 2005 إصدار وزارة الإعلام[4]
- كتاب قيم تربوية تعليمية (الجزء الأول) إصدار وزارة التربية والتعليم – 2008م
- كتاب قيم تربوية تعليمية (الجزء الثاني) إصدار وزارة التربية والتعليم – 2010م
- كتاب كتاب قيم معطلة في المجتمعات العربية – إصدار دار الفكر بدمشق – 2010م
- ديوان مدارات الحبيب – إصدار دار الفكر بدمشق – 2010م[5]
- مفاهيم أساسية في المسرح والدراما – إصدار وزارة التربية والتعليم 2011م[6]
- مسرحيات 1 (سهرة مع سعدالله ونوس وعدة مسرحيات) دار الفكر بدمشق 2011م
- مسرحيات 2 (مسرحية مرافعات في البلاط الحمداني وعدة مسرحيات) دار الفكر بدمشق 2011م
- مسرحيات 3 (الجفاف وعدة مسرحيات) دار الفكر بدمشق 2011م
- مسرحيات 4 (الهدية والميزان)دار الفكر بدمشق 2011م

### تحت التأليف
- كتاب المبادرة

### تحت الطبع
- كتاب في ظلال القِيَم

### الأبحاث
- بحث اهتمام العمانيين بالخط العربي – بحث نال المركز الأول عام 1995م أصدره المنتدى الأدبي عام 2001
- بحث الشخصية العمانية التاريخية في الأمثال الشعبية – نال المركز الأول عام 1997م وأصدره المنتدى الأدبي عام 2001
- دراسة عن أسباب حوادث المرور (الأسباب والحلول) – شرطة عمان السلطانية – 2005(غير منشورة) المركز 1 عام 1999 (المنتدى الأدبي)

Barriers to Human Resource Development in the Public Sector of the Sultanate of Oman, Stephen Swailes, University of Hull and Saleh Al Fahdi, Diwan of Royal Court, Oman 10th International Conference on Human Resource Development. Research and Practice across Europe Theme: HRD: Complexity and Imperfection in Practice, 10th * 12th June 2009 Newcastle Business School, Northumbria University, Newcastle upon Tyne, UK
- Progress towards Omanization: implications from a psychological contracting perspective, Stephen Swailes, University of Huddersfield, Loay Al Said and Saleh Al Fahdi, Diwan of Royal Court, Oman. Refereed paper submitted to the 12th International HRD Conference, University of Gloucester, 25th * 27th May 2011.
- Understanding voluntary turnover in the Oman: Insights from employment conditions and Islamic values, Stephen Swailes, University of Huddersfield, Saleh Al Fahdi, Diwan of Royal Court, Oman. Refereed paper submitted to the Comparative and Cross* cultural Dimensions track, 12th International HRD Conference, University of Gloucester, 25th * 27th May 2011

### الورش والمحاضرات التي قدّمها
- ورشة حول مسرح الفرق الأهلية المسرحية – نادي الصحافة 2003م.
- محاضرة عن التأليف المسرحي* مسرح الشباب، المجمع الرياضي بصحار 2004م
- نقاش حول القيم – مدرسة للبنات (ولاية السيب 2006م)
- محاضرة حول الفن المسرحي – مكتب والي السيب – 2007م
- نقاش حول القيم – مدرسة للبنين (ولاية السيب 2007م)
- محاضرة (الممثل في مسرح ستانسلافسكي) – مكتب والي السيب 2009م
- محاضرة حول كتاب (قيم معطلة في المجتمعات العربية) – جامعة ظفار، أكتوبر 2010م
- المشاركة بورقة في (ندوة القيم العمانية ودور المواطن في التنمية) بعنوان «قيم التعليم والتعلّم» * جامعة السلطان قابوس، يونيو 2011م.
- محاضرة قصيرة في ملتقى اليافعين بقصر البستان، 10/10/2011م
- محاضرة حول القيم أمام رؤساء الاتحادات والأندية الرياضية – فندق ميلينيوم بالمصنعة 13/10/2011م
- جلسة نقاشية في جامعة السلطان قابوس حول المستجدات التي أثرت على فكر وقيم الشباب (بتنظيم من جماعة صوت التنمية) السبت 29/10/2011م
- محاضرة في مدرسة زهرة قريش للتعليم الأساسي حول قيم الإبداع 5/12/2011

### المهرجانات الوطنية والفنية التي شارك فيها
- مهرجان الفروسية والهجن الكبير* تحت الرعاية السامية * 2006م (كتابة 5 أغنيات)
- مهرجان الفروسية والهجن الكبير – تحت الرعاية السامية – 2011(الإشراف على تنفيذ الأغاني وكتاب المهرجان – كتابة 7 أغاني)
- مهرجانات متعددة في محافظة مسقط، ولاية سمائل، ولاية منح، ولاية نزوى، ولاية السيب، ولاية صحار، ولاية نخل وغيرها.
- مهرجان يوم المعلم (إعداد وإشرافا) – وزارة التربية والتعليم بقصر البستان – 2005م.
- مهرجانات مختلفة للمناطق التعليمية بمناسبات مختلفة.

### الجوائز والمشاركات
- في الشعر
- المركز 3 عام 1988 (مسابقة الشباب – الهيئة العامة)
- المركز 2 عام 1992 (المنتدى الأدبي)
- المركز 2 عام 1993 (المنتدى الأدبي)
- المركز 1 عام 1994 (على مستوى أندية مسقط – الهيئة العامة)
- جائزة تشجيعية في الشعر عام 1997 (المنتدى الأدبي)
- المركز 3 عام 1998 (المنتدى الأدبي)
- المركز 3 عام 1998 (الملتقى الأدبي – نزوى)
- المركز 3 عام 1999 (المنتدى الأدبي)
- فاز في مسابقة الكتاب (الأسبوع الثقافي العماني الأول) إبريل 2003م
- المركز 2 عام 2001 (المنتدى الأدبي)

### في مجال القصة
- المركز 2 عام 1995عن قصة «ثمن الخصب»(المنتدى الأدبي)
- المركز 2 عام 1998عن قصة «قلمٌ من عطر» (المنتدى الأدبي)
- المركز 3 عام 1989 (مسابقة الهيئة العامة للشباب)
- المركز 1 عام 1990 (مسابقة الهيئة العامة للشباب)
- في مجال المسرح
- المركز 1 عام 1993 (مسابقة المنتدى الأدبي)
- المركز 1 عام 1992 عن قصة «شرنقة الطلع»(المنتدى الأدبي)
- المركز 1 عام 1998 (مسابقة المنتدى الأدبي)
- جائزة أفضل نص (مهرجان مسقط 2000) عن نص مأساة الحجاج
- جائزة أفضل نص (الأسبوع الثقافي العماني الأول – أبريل 2001) عن نص الشمس والجدار
- جائزة أفضل نص (مهرجان المسرح الجامعي – 2010) عن نص الحيطان

### ألَّف المسرحيات التالية
- مسرحية الشمس والجدار (الجائزة الأولى – المنتدى الأدبي1993)
- مسرحية مأساة الحجاج (أفضل نص – مهرجان مسقط 2000)
- مسرحية الجفاف (فصحى) مهرجان المسرحي العماني 2001
- مسرحية الجلباب (فصحى)
- مسرحية الضريبة (محلية)
- مسرحية بيت من زجاج (محلية) إنتاج تلفزيون سلطنة عمان
- مسرحية شاهد عيان (محلية) إنتاج شرطة عمان السلطانية
- مسرحية العوّامة (فصحى) عرضت في عمّان بالأردن
- مسرحية ود منصور (محلية)
- مسرحية السائق (محلية)
- مسرحية الجمرة الخبيثة (محلية)
- مسرحية النياشين (محلية) إنتاج تلفزيون سلطنة عمان
- مسرحية عابر الأهوال (محلية) إنتاج تلفزيون سلطنة عمان
- مسرحية المواطن ع (فصحى)
- مسرحية الحيطان (فصحى)
- مسرحية اللؤلؤة (فصحى)
- مسرحية (عراف الملك (فصحى)
- مسرحية أخ الرئيس (فصحى)
- مسرحية الشفق (فصحى)
- مسرحية ذكرى منسية
- مسرحية سهرة مع سعدالله ونوس – عرض في المسرح التجريبي بالقاهرة 2009م
- مسرحية وطن (شعرية)
- مسرحية أرجمند، ملحمة الحب والوفاء) شعرية
- مسرحية الزاوية – جمعية رعاية المعوقين 2006* 2009م
- مسرحية البيت الكبير 2010 (لم تعرض بعد)
- العرض المسرحي الكبير (مجد عمان) عرض في جامعة السلطان قابوس يناير 2011م

### مسرحيات الأطفال
- مسرحية الكنز المفقود – 1997(عرضت بمسرح المدينة من قبل بلدية مسقط)
- مسرحية الهدية – 2003 (عرضت في عدة مناسبات)
- مسرحية الصائغ مؤمن والخاتم 2003 (عرضت في عدّة مناسبات)
- مسرحية البراغيث 2005 (عرضت بمسرح المدينة من قبل بلدية مسقط)
- مسرحية التحدي الكبير 2005
- مسرحية بائعة الياسمين 2005
- مسرحية الجائزة – 2005
- مسرحية الجمعية – 2005
- مسرحية اختيارنا الأول – 2004
- مسرحية اللقطة الأخيرة – 2005م
- مسرحية معاذ في البستان 2004(عرضت في نادي الصحافة من قبل وزارة الإعلام)
- مسرحية الرسالة (مهرجان المهرجان المدرسي الأول لدول الخليج بالشارقة 2003)
- مسرحية الميزان (مهرجان المسرح الخليجي بمسقط 2009)

### في مجال المقال
- المركز الأول عام 97 (المنتدى الأدبي –ظاهرة العولمة الجديدة)
- المركز الثالث عام 98 (المنتدى الأدبي – العالم على عتاب القرن الحادي والعشرين)
- المركز الثاني عام 99 (المنتدى الأدبي – كيف يمكن للثقافة أن تحفظ الهوية الوطنية)
- صدرت مئات المقالات في كتابين لوزارة التربية والتعليم في 2008م و2010م

### مناصب تطوعية
- رئيس فرقة الصحوة لفنون المسرح منذ 1997م حتى اليوم.
- رئيس اللجنة الموحدة للفرق الأهلية المسرحية.
- عضو اللجنة الصحيّة ورئيس لجنة التثقيف الصحي بولاية السيب.
- رئيس جمعية الطلبة العمانيين في مدينة هال Hull بالمملكة المتحدة (2006م* 2010م)
- عضو اللجنة المشرفة على المطبوعات الحديثة لوزارة التراث والثقافة 2005* 2006م
- عضو اللجنة الخليجية للفرق الأهلية المسرحية في الفترة من 1997* 2006م
- عضو اللجنة الرئيسية للمهرجان المسرحي الرابع 2011م ورئيس فريق نشرة المهرجان وتنظيم المؤتمرات الصحفية.
- عضو اللجنة الرئيسية لمسابقة الإجادة الإعلامية 2011م.
- مستشار ملتقى الشباب والهوية – جامعة السلطان قابوس (مارس 2012م)

### المشاركات المحلية والخارجية
- المهرجان الخليجي للشعر والقصة الرابع – أبوظبي 1991
- المهرجان الخليجي للشعر والقصة السادس –مسقط 1993
- مهرجان دبي الصيفي الثاني 1997.
- المهرجان المسرحي للفرق الأهلية الخليجية 2001 * قطر
- المهرجان المسرحي للفرق الأهلية الخليجي 2003* أبوظبي
- ملتقى الطفل العربي 2011م * الشارقة
- ملتقيات محلية عديدة

## التكريم
- حصل على ميدالية التميز عام الشباب 1993.
- تكريم من الهيئة العامة لأنشطة الشباب الرياضية والثقافية من مستوى «ممتاز» عام 1996.
- تكريم من المهرجان الأردني لأغنية الطفل عام 1998.
- تكريم خاص من قبل معالي المفتش العام للشرطة والجمارك لجهوده في نشر الوعي المروري يوليو2000.
- تكريم في الحفل الختامي لعام البيئة الأول – فندق قصر البستان 2001
- تكريم كواحدٍ من مبدعي الخليج العربي في مهرجان الإذاعة والتلفزيون بالبحرين عام 2006.
- تكريم من جهات عديدة.